# The Whoopee Party
Pour plus de détails, voir Fiche technique et Distribution.
The Whoopee Party est un dessin animé de Mickey Mouse produit par Walt Disney pour United Artists et sorti le 17 septembre 1932.

## Synopsis
Mickey et ses amis sont à une fête. Tandis que Minnie joue du piano, accompagnée de Clarabelle au violon, Mickey, Dingo et Horace sont en cuisine. Ils rivalisent d'ingéniosité pour préparer les sandwichs. À la fin du morceau de Minnie, les trois hommes amènent le repas en fanfare. Les invités se ruent sur les sandwichs et mangent en continuant à danser. Mickey invite Patricia Pig à danser. Les meubles et les aliments se mettent aussi à danser et chanter, les cotillons pleuvent et toute la maison suit la musique. Mais le vacarme attire la police, qui se mêle aux invités.

## Fiche technique
- Titre original : The Whoopee Party
- Autres titres[1] :
  - Argentine : La Fiesta de Juerga
  - Suède : Håll takten spelemän
- Série : Mickey Mouse
- Réalisateur : Wilfred Jackson
- Animateur : David Hand
- Voix : Walt Disney (Mickey), Marcellite Garner (Minnie), Pinto Colvig (Dingo)
- Producteur : Walt Disney, John Sutherland
- Distributeur : United Artists
- Date de sortie : 17 septembre 1932[2]
- Format d'image : Noir et Blanc
- Son : Cinephone
- Musique : Maude Nugent
- Durée : 7 min
- Langue : (en)
- Pays :  États-Unis

## Voix françaises
- Laurent Pasquier : Mickey Mouse
- Marie-Charlotte Leclaire : Minnie Mouse
- Gérard Rinaldi : Dingo
- Jerôme Rebbot (?) : Horace Horsecollar